# هگزال آ گ
هگزال آ گ(به انگلیسی: Hexal AG) شرکت دارویی آلمانی و تابعه‌ای از شرکت بزرگ دارویی نوارتیس است. این شرکت در سال ۱۹۸۶ میلادی تأسیس شده و دفتر اصلی آن در هُلتسکیرشِن آلمان واقع شده‌است.